# طفاشة سداسية الدرنات
طفاشة سداسية الدرنات أو سلحفاة النهر سداسية الدرنات (الاسم العلمي:Podocnemis sextuberculata) (بالإنجليزية: six-tubercled Amazon River turtle)‏ هي نوع من السلاحف تتبع جنس الطفاشة من فصيلة الطفاشيات.